# Bob Peeters
Pour les articles homonymes, voir Peeters.
Robert Peeters, né le 10 janvier 1974 à Lierre en Belgique, est un footballeur international belge, devenu par la suite entraîneur.

## Carrière de joueur

### En club
Attaquant dans le club phare de sa ville natale, le K Lierse SK, il est champion de Belgique en 1997. Il joue ensuite aux Pays-Bas, au Roda JC puis au Vitesse Arnhem, avant de partir en Angleterre, au Millwall FC.
Après un passage au KRC Genk, il retourne dans le club de ses débuts, Lierse SK, en 2006. Mais en proie à une blessure récurrente au tendon d'Achille, Bob Peeters  met fin à sa carrière de joueur, au début de la saison 2008-2009.

### En sélection
Il a été international belge à 13 reprises, inscrivant un coup du chapeau contre Saint-Marin. Avec les espoirs belges, il terminera meilleur buteur en 1993 du Festival International Espoirs.

## Carrière d'entraîneur

### KAA Gent (Équipe espoirs)
En 2009-2010, il entame une carrière d'entraîneur en s'occupant des espoirs du KAA La Gantoise. Ses bons résultats avec cette équipe, attirent les regards du RSC Anderlecht, qui lui propose, en mai 2010, les rênes de l'équipe espoirs du club en remplacement de Johan Walem. 

### Cercle de Bruges KSV
Il décline et devient peu de temps après, l'entraîneur du Cercle Bruges KSV à la suite du départ Glen De Boeck vers le Germinal Beerschot. Frans Schotte, le président du Cercle déclare:"C’est la personne qui correspondait le mieux au profil. Notre candidat devait être libre, jeune, connaître sa première expérience et vouloir travailler avec les jeunes. De plus nous avons eu rapidement un bon contact avec Bob Peeters". Le contrat porte sur deux saisons avec une saison supplémentaire en option. Peeters revient sur le travail de son prédécesseur et déclare:"Tout le monde sera d'accord pour dire que quelque chose a été réalisée ici depuis trois ans."; et donne sa ligne de conduite : « Je ne vais pas tout changer. Mais, j'ai mes idées et je veux apporter ma propre touche. Et ce sera visible. Il n'a pas encore été question des objectifs. Il sera important d'intégrer les jeunes ». À la suite du mauvais résultat du club, il est licencié le 27 octobre 2012.

### KAA Gent
Le 1er novembre 2012, il est nommé entraineur de La Gantoise en remplacement de Trond Sollied. Il est remercié le 3 janvier 2013 après un catastrophique 3 sur 27 en championnat sans obtenir la moindre victoire .

### Waasland-Beveren
Le 5 novembre 2013, il est embauché par le club de Waasland-Beveren jusqu'à la fin de la saison.
Il réussit brillamment à maintenir le club en division 1 belge mais décide contre toute attente de ne pas prolonger son contrat.

### Charlton Athletic FC
Il part dans la foulée au Charlton Athletic Football Club, en 2e division anglaise, dont le président n'est autre que Roland Duchatelet. Il est remercié le 11 janvier 2015 après une série de huit matchs sans victoire et une peu glorieuse 14e place (sur 24) en championship.

### KSC Lokeren
Il signe pour la saison 2015-2016 au KSC Lokeren. Il est limogé le 25 octobre 2015 après un départ manqué en championnat et est remplacé par Georges Leekens.

### KVC Westerlo
Le 27 novembre 2015, il signe au KVC Westerlo, dernier de la Jupiler Pro League, avec pour mission de maintenir le club campinois en division 1. Il réussit pleinement sa mission de maintenir le club en  division 1 en finissant 15e et avant-dernier.  
À la suite de ce maintien, son contrat est prolongé pour deux saisons supplémentaires le 14 avril 2016. 
Le 13 septembre 2016, à la suite d'un début de championnat catastrophique (1 point sur 18), il est limogé par le club campinois. 
Il est de nouveau nommé entraîneur de Westerlo le 5 décembre 2017 en vue du maintien en D1B.  
Il réussit pleinement sa mission et prolonge dans la foulée son contrat jusqu'en 2023.
Le 10 mai 2021, Bob Peeters est démis de ses fonctions, le club voulant remonter en D1A mais celui-ci a fini à une décevante 4e place en D1B durant la saison 2021-2022.

### TOP Oss
Le 8 juin 2021, Bob Peeters devient le nouvel entraîneur de TOP Oss, club de 2e division néerlandaise.
Pour sa 1ere saison au Pays-Bas, le technicien belge amène le club à la 15e place (sur 20) du championnat.
Bob Peeters quitte le club le 20 mai 2022, notamment pour cause de divergences de vue avec le nouveau directeur technique, fraîchement arrivé au sein de la direction du club.

### Helmond Sport
Le 23 décembre 2022, Bob Peeters est nommé entraîneur principal du club néerlandais de Helmond Sport, en 2e division.
Le 13 juin 2023, il prolonge son contrat pour une saison à la suite de sa mission réussie de maintenir le club en 2e division en terminant 16e sur 20.

## Palmarès
- International de 1998 à 2002 (13 sélections et 4 buts marqués)
- Meilleur buteur du Festival International Espoirs en 1993
- Champion de Belgique en 1997 avec le K Lierse SK
- Vainqueur de la Coupe des Pays-Bas en 2000 avec le Roda JC